# 拉娜·特纳
拉娜·特納（英語：Lana Turner，1921年2月8日—1995年6月29日），本名為茱莉娅·简·特纳（Julia Jean Turner），生於爱达荷州华莱士，是位美国女演员，在她近50年的职业生涯中，她既是一名女性模特，也是一位戏剧演员，同时她的个人生活也受到了广泛的关注。1951年，她被评为“国际艺术史上最具魅力的女性”。

## 经历
1936年，特纳在加州好莱坞的一家帽子店被发掘。在她16岁时，她与华纳兄弟公司的导演默文·勒罗伊签订一份私人合同，并於1938年搬到米高时带走她。在她所演出的第一部电影中，她吸引了人们的注意，LeRoy的《他们不会忘记》(1937)，后来她主演了一些角色，通常是天真无邪的人物。她的赤褐色头发曾在米高梅（MGM）拍摄的1939年的电影中被漂白过，在她的余生裡她一直保持着金发，除了需要飾演一些电影角色之外。
在20世纪40年代早期，特纳在《强尼·霍奇》(1941)、《霍肯·唐克》(1941)、《齐格飞女》(1941)等影片中确立了自己的女主角地位，《在某个地方我会找到你》(1942)。她出演了1941年的恐怖电影《杰基尔博士和海德先生》，她凭借在《邮差总按两遍铃》(1946)中的表演提高了她作为一个迷人的蛇蝎美人之名声。她的受欢迎程度持续到20世纪50年代，在《玉女奇男》(1952年)和《冷暖人间》(1957)等影片中，她被提名为奥斯卡最佳女演员。
特纳的电影《春风秋雨》(1959年)被证明是她事业上最伟大的经济成就之一，但从20世纪60年代初开始，她所出演的角色就变少了。上世纪70年代和80年代初，特纳大部分时间都在半退休状态，只是偶尔工作。1982年，她在电视连续剧《猎鹰》(Falcon Crest)中接受了一个广为宣传、利润丰厚的客串角色，为该剧获得了有史以来最高的收视率。1985年，特纳出演了最后一部电影，并于1995年死于喉癌，享年74岁。

## 早年
拉娜·特纳于1921年2月8日出生在爱达荷州华莱士的普罗维登斯医院，在爱达荷州的狭长地带。她是矿工约翰维吉尔·特纳唯一的孩子,维吉尔·特纳当时26岁。特纳出生时她母亲米尔德里德弗朗西丝·考恩只有16岁。她有荷兰、英国、爱尔兰血统和苏格兰血统。特纳一家在她出生时住在爱达荷州的伯克，後來搬到附近的华莱士，在那里，特纳的父亲开了一家干洗店，在银矿裡工作。作为一个孩子，朱莉娅·特纳(Julia Turner)被家人和朋友称为“朱迪”(Judy)。特纳年轻时表现出对表演的兴趣，在她父亲的《华莱士》一章中表演了一些短小的节目。
当特纳六岁的时候，艰难的日子迫使全家搬到加州的旧金山，她的父母很快就分居了。1930年12月14日，她的父亲在一场巡回比赛中赢了一些钱，把他的奖金塞进了他左脚的袜子中，然后回家了。他后来在明尼苏达州马里波萨街头被谋杀，在波特雷罗山边缘多帕奇区他的左鞋和袜子不见了。抢劫杀人案并没有解决。
特纳是罗马天主教徒，在加利福尼亚斯托克顿(Stockton)的教堂做礼拜，以“米尔德丽德·弗朗西丝”(Mildred Frances)的名字作为她的名字，是以她母亲的名字命名。她后来去了旧金山的无所未孕的修道院，希望长大后成为一名修女。在20世纪30年代中期，特纳的母亲患上了呼吸系统疾病，她的医生建议她搬到更干燥的气候中，这两个人在1936年搬到了洛杉矶。特纳和她的母亲生活在贫困中，有时和母亲分开，和朋友或熟人住在一起，如此一來家庭就可以省钱。据报道，她的母亲每周工作80个小时，作为一名美容师来养活自己和女儿。特纳成名后，她的母亲成为她事业的监督者。

## 外部連結
- 在AllMovie上拉娜·特纳的頁面（英文）
- 拉娜·特纳在互联网电影资料库（IMDb）上的資料（英文）
- TCM电影资料库上拉娜·特纳的资料（英文）
- Lana Turner media archive （页面存档备份，存于） at the University of Alabama